# Xuan
Xuan (xinès tradicional: 周宣王, xinès simplificat: 周宣王, pinyin: Zhōu Xūan Wáng) va ser l'onzè rei de la dinastia xinesa Zhou. Les dades estimades del seu regnat són 827-782 aC o 827/825-782 aC
Va treballar per restablir l'autoritat reial després de l'interregne de Gong He. Lluità contra els 'Bàrbars de l'Oest' (probablement els Xianyun) i altre grup ètnic des del riu Huai al sud-est. En el seu novè any es va convocar una reunió de tots els senyors feudals. Més tard va intervenir militarment en la successió de lluites entre els estats de Lu, Wei i Qi.
Suma Qian va dir "d'ençà d'ara, la majoria dels senyors ja s'han revoltat contra les ordres reials." Es diu que va matar a un home innocent anomenat Dubo i que ell mateix va ser mort per una fletxa disparada pel fantasma de Dubo. El seu fill, el Rei You de Zhou va ser l'últim rei dels Zhou Occidental.